# Isoparce cupressi
Isoparce cupressi är en fjärilsart som beskrevs av Jean Baptiste Boisduval 1875. Isoparce cupressi ingår i släktet Isoparce och familjen svärmare. Inga underarter finns listade i Catalogue of Life.

## Bildgalleri

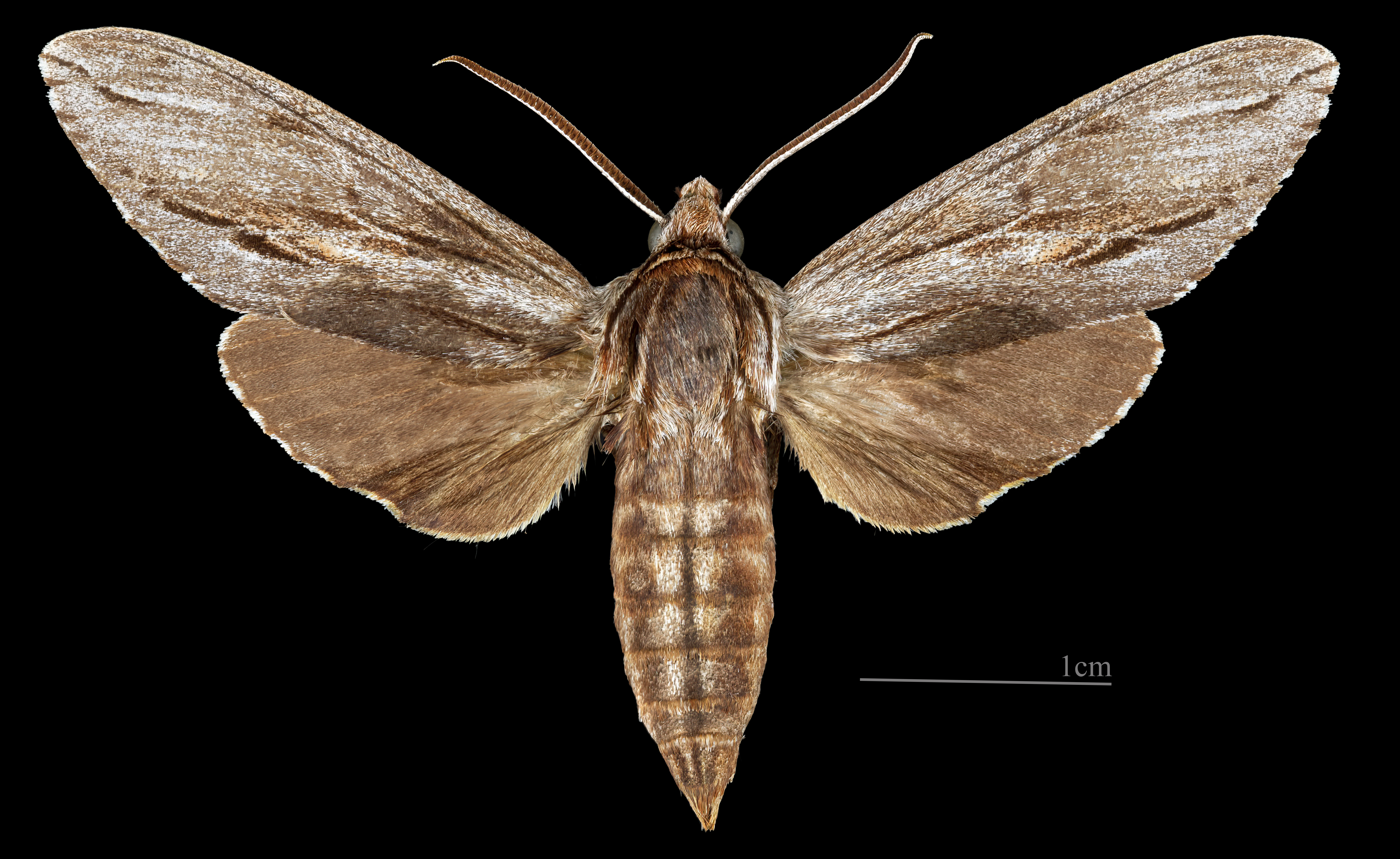
♂
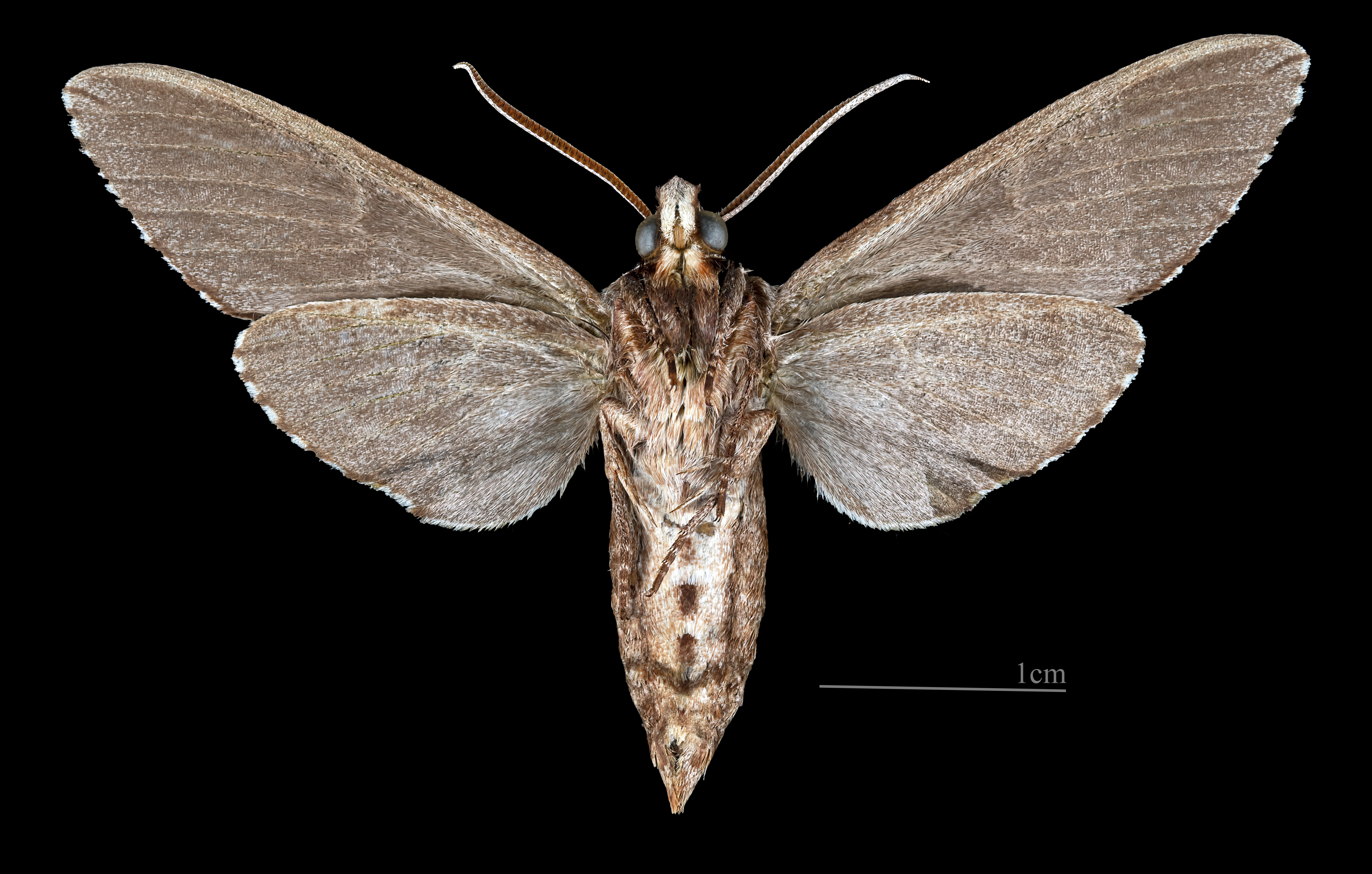
♂ △
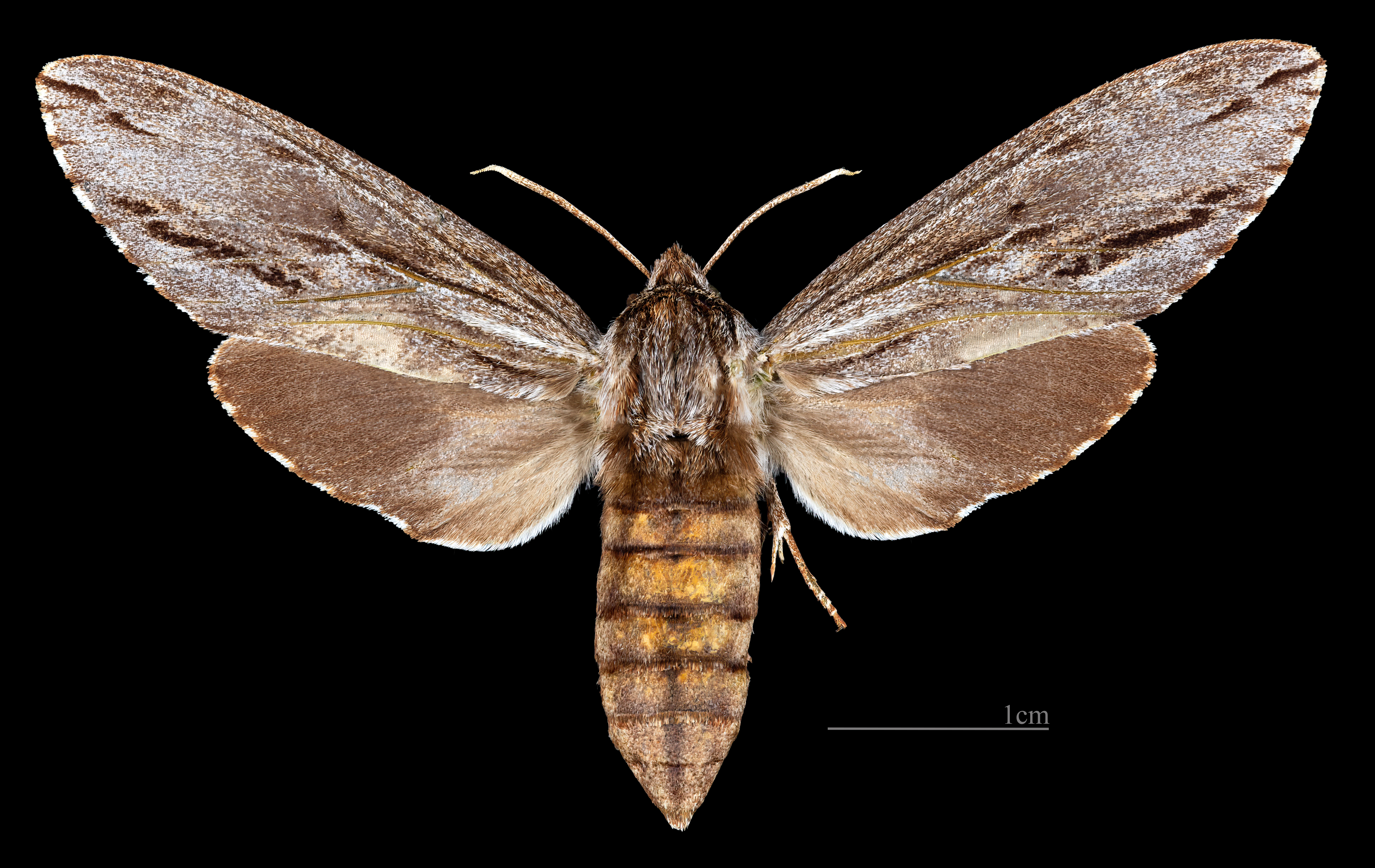
♀
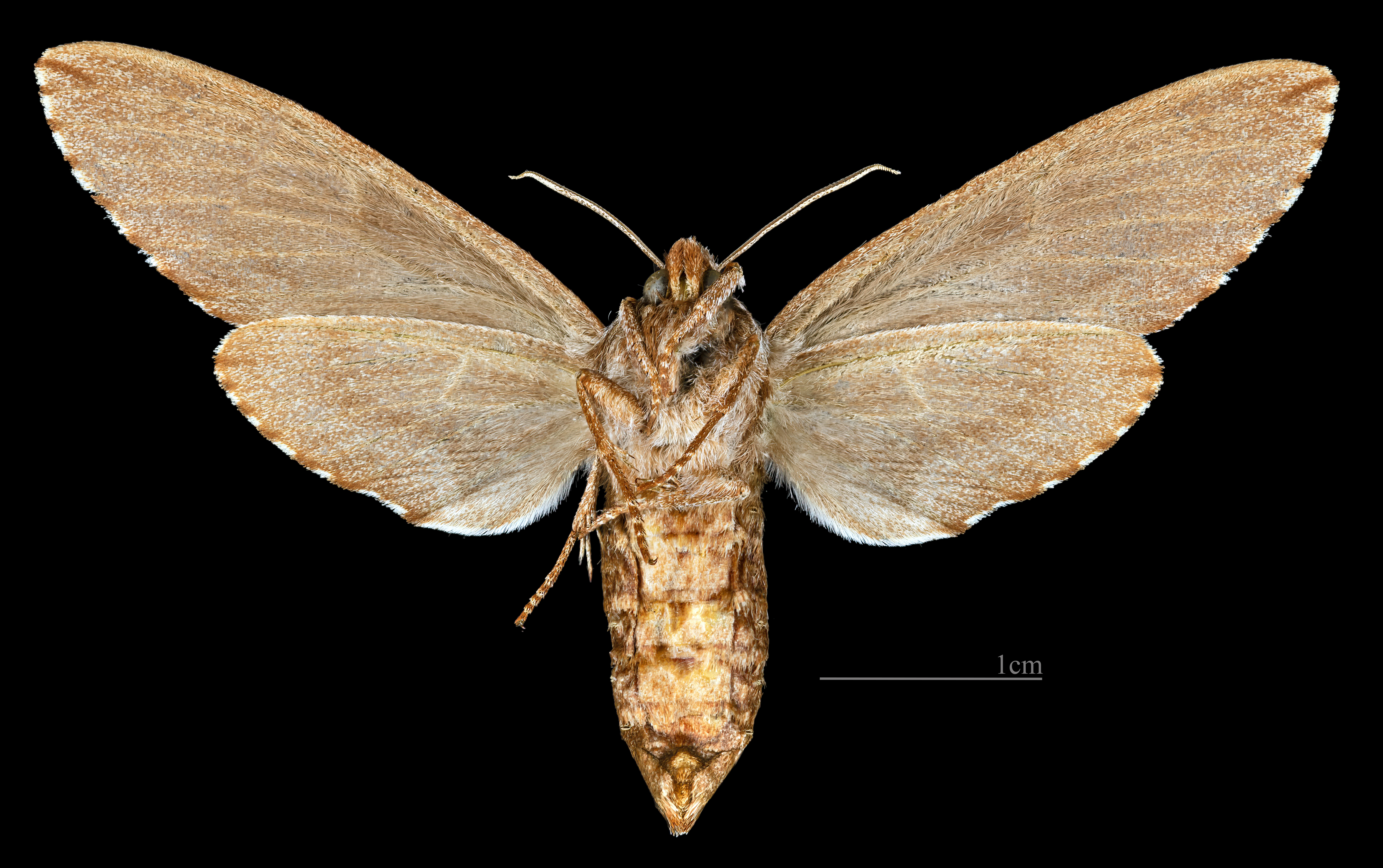
♀ △